# ريادة الأعمال الاجتماعية

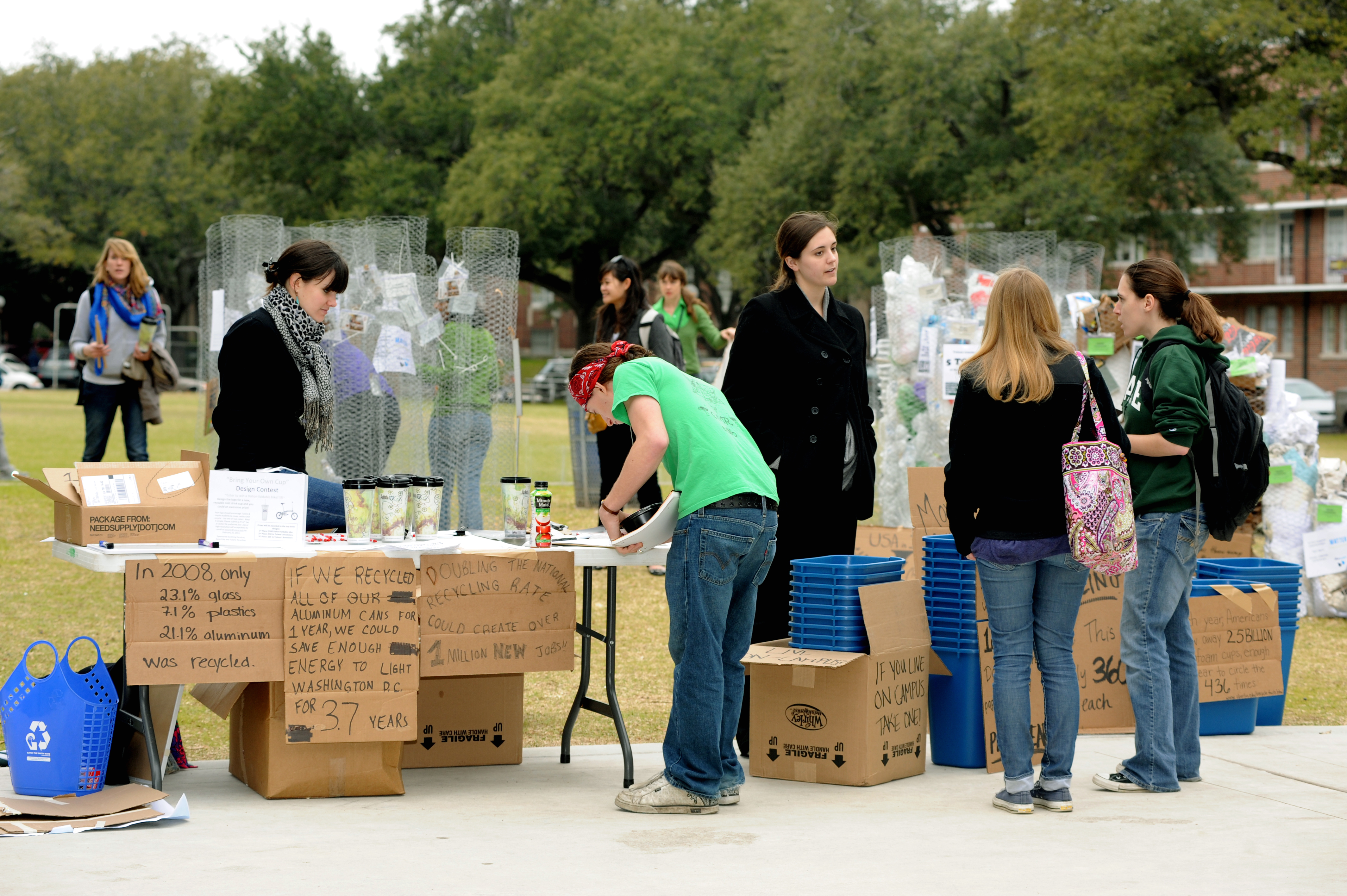

ريادة الأعمال المجتمعية هو نهجٌ من قبل الأفراد أو المجموعات أو الشركات الناشئة أو رواد الأعمال، التي يطورون ويمولون وينفّذون من خلالها حلولًا للقضايا الاجتماعية والثقافية والبيئية. يمكن تطبيق هذا المفهوم على مجموعة واسعة من المنظمات، والتي تختلف في الحجم والأهداف والمعتقدات. عادةً ما يقيس رواد الأعمال الربحيون الأداء مستخدمين مقاييس الأعمال مثل الربح والإيرادات والزيادات في أسعار الأسهم. ومع ذلك، فرواد الأعمال المجتمعيون إما غير هادفين للربح، أو يمزجون بين أهداف الربح وتحقيق «رد جميل للمجتمع». لذلك، يستخدمون مقاييس مختلفة. تحاول ريادة الأعمال المجتمعية عادةً تعزيز الأهداف المجتمعية والثقافية والبيئية الواسعة التي غالبًا ما ترتبط بالقطاع التطوعي في مجالات مثل التخفيف من حدة الفقر والرعاية الصحية وتنمية المجتمع.
في بعض الأحيان، تُنشأ مؤسسات اجتماعية ربحية لدعم الأهداف الاجتماعية أو الثقافية للمنظمة ولكن ليست غايةً في حد ذاتها. على سبيل المثال، يجوز لمنظمة تهدف إلى توفير السكن والعمل للمشردين أن تدير مطعمًا، لجمع الأموال وتوفير العمل للمشردين على حد سواء.
في العقد الثاني من القرن الحادي والعشرين، يُسّرت ريادة الأعمال المجتمعية من خلال استخدام الإنترنت، وخاصة الشبكات الاجتماعية ومواقع التواصل الاجتماعي. تمكّن مواقع الويب هذه رواد الأعمال المجتمعيين من الوصول إلى العديد من الأشخاص غير القريبين جغرافيًا والذين يشاركونهم نفس الأهداف إلى حد ما ويشجعونهم على التعاون عبر الإنترنت، والتعرف على القضايا، ونشر المعلومات حول أحداث وأنشطة المجموعة، وجمع الأموال من خلال التمويل الجماعي.[بحاجة لمصدر]

## التحديات
نظرًا إلى أن عالم ريادة الأعمال المجتمعية جديد نسبيًا، فهناك العديد من التحديات التي تواجه أولئك الذين يتعمقون في المجال. أولاً، يحاول رواد الأعمال المجتمعيون التنبؤ بالمشكلات المستقبلية ومعالجتها والاستجابة لها بطريقة إبداعية. على عكس معظم رواد الأعمال، الذين يعالجون أوجه القصور الحالية في السوق، يعالج رواد الأعمال المجتمعيون قضايا افتراضية أو غير مرئية أو أقل بحثًا في كثير من الأحيان، مثل الاكتظاظ السكاني ومصادر الطاقة غير المستدامة ونقص الغذاء. يمكن أن يكون من المستحيل تقريبًا إنشاء شركات اجتماعية ناجحة على حلول محتملة فقط، إذ يكون المستثمرون أقل استعدادًا لدعم المشاريع الخطرة.
يؤدي نقص المستثمرين المتحمّسين إلى المشكلة الثانية في ريادة الأعمال الاجتماعية: فجوة الأجور. لاحظ إلكينغتون وهارتيجان أن «فجوة الرواتب بين المؤسسات التجارية والمجتمعية...لا تزال كالفيل في الغرفة، ما يحد من قدرة [المؤسسات المجتمعية] على تحقيق النجاح والقدرة على البقاء على المدى الطويل». غالبًا ما يكون لرواد الأعمال المجتمعيين وموظفيهم رواتب ضئيلة أو معدومة، خاصة في بداية مشاريعهم. وبالتالي، تكافح شركاتهم للحفاظ على موظفين مؤهلين وملتزمين. على الرغم من تعامل رواد الأعمال المجتمعيون مع أكثر القضايا إلحاحًا في العالم، إلا أنه يجب عليهم أيضًا مواجهة التشكيك والبخل في المجتمع الذي يسعون إلى خدمته.
السبب الآخر لعدم نجاح رواد الأعمال المجتمعيين غالبًا هو أنهم عادة ما يقدمون المساعدة لأولئك الأقل قدرة على الدفع. تأسست الرأسمالية على أساس تبادل رأس المال (بشكل أكثر وضوحًا، المال) مقابل الحصول على السلع والخدمات. ومع ذلك، يجب على رجال الأعمال المجتمعيين إيجاد نماذج أعمال جديدة لا تعتمد على التبادل النموذجي لرأس المال من أجل جعل مؤسساتهم مستدامة. هذه الاستدامة الذاتية هي ما يميز الشركات المجتمعية عن الجمعيات الخيرية، التي تعتمد بشكل شبه كامل على التبرعات والتمويل الخارجي.

## دور التكنولوجيا
شكّلت الإنترنت ومواقع الشبكات الاجتماعية ووسائل التواصل الاجتماعي موارد محورية لنجاح وتعاون العديد من رواد الأعمال المجتمعيين. في القرن الحادي والعشرين، أصبحت الإنترنت مفيدة بشكل خاص في نشر المعلومات إلى مجموعة واسعة من الداعمين ذوي الميول المشتركة في فترات زمنية قصيرة، حتى لو كان هؤلاء الأفراد مشتتين جغرافيًا. بالإضافة إلى ذلك، يسمح الإنترنت بتجميع موارد التصميم باستخدام مبادئ مفتوحة المصدر. باستخدام نماذج الويكي أو مقاربات التمويل الجماعي، على سبيل المثال، يمكن لمنظمة رائدة لعمل مجتمعي أن تجلب مئات الأشخاص من مختلف أنحاء الدولة (أو من بلدان متعددة) للتعاون في مشروعات مشتركة عبر الإنترنت (على سبيل المثال، وضع خطة عمل أو إستراتيجية تسويق لريادة مشروع عمل مجتمعي). تساعد مواقع الويب هذه رواد الأعمال المجتمعيين على نشر أفكارهم إلى جمهور أوسع، وتساعد في تشكيل وصيانة شبكات من الأشخاص ذوي التفكير المماثل، وتساعد على ربط المستثمرين المحتملين أو المانحين أو المتطوعين بالمنظمة. يمكّن هذا رواد الأعمال المجتمعيين من تحقيق أهدافهم برأس مال قليل أو دون رأس مال، أو القليل من مرافق «الطوب والإسمنت» (مثل المساحات المكتبية المستأجرة). على سبيل المثال، يمكّن صعود التكنولوجيا الملائمة مفتوحة المصدر بمثابة نموذج للتنمية المستدامة الناس في جميع أنحاء العالم من التعاون لحل المشاكل المحلية، تمامًا مثلما يعزز تطوير البرمجيات مفتوحة المصدر تعاون خبراء البرمجيات من جميع أنحاء العالم.

## الرأي العام

### جدل
رغم كون العديد من المبادرات المنفّذة مع رجال الأعمال المجتمعيين مبتكرة، إلّا أنها واجهت مشاكل في أن تصبح مبادرات مستدامة وفعالة تتمكن في نهاية المطاف من التفرّع والوصول إلى المجتمع الأكبر ككل (مقابل مجتمع صغير أو مجموعة من الناس). طُوّرت حلول وسطية في المبادرات المجتمعية، التي لم تصل في كثير من الأحيان إلى جمهور كبير أو تساعد مجتمعات أكبر. منذ أن عُمّم مفهوم ريادة الأعمال المجتمعية في العقد الأول من القرن الحادي والعشرين، اقترح بعض المؤيدين وجود بعض التوحيد القياسي للعملية في زيادة المساعي المجتمعية بهدف زيادة تأثير هذه المشاريع في جميع أنحاء العالم.
يمكن أن يحتاج صانعو السياسات في جميع أنحاء العالم إلى معرفة المزيد عن المبادرات المجتمعية لزيادة استدامة وفعالية وكفاءة هذه المشاريع. تسمح المشاركة والتعاون بين الشركات الخاصة والوكالات الحكومية بزيادة الدعم لتنفيذ مبادرات ريادة الأعمال المجتمعية، وزيادة المساءلة على كلا الطرفين، وزيادة الروابط مع المجتمعات والأفراد أو الوكالات المحتاجة. على سبيل المثال، عالجت المنظمات الخاصة أو المنظمات غير الربحية قضايا البطالة في المجتمعات. أحد التحديات في بعض الحالات، اقتراح رواد الأعمال المجتمعيين حلولًا قصيرة المدى فقط، أو عدم قدرتهم على رفع مستوى منظمتهم الافتراضية عبر الإنترنت إلى درجة أكبر لزيادة عدد الأشخاص الذين يقدمون لهم المساعدة. البرامج الحكومية قادرة على معالجة القضايا الكبيرة؛ ومع ذلك، فغالبًا ما يكون هناك القليل من التعاون بين الحكومات وأصحاب المشاريع المجتمعية، ما يمكنه أن يحد من فعالية ريادة الأعمال المجتمعية. هذا النقص في التعاون بين القطاعات يمكنه أن يؤدي إلى الركود، إذا لم تتوافق دوافع وأهداف المؤسسات المجتمعية وأولئك الذين يعملون في صنع السياسات والبرامج. يميل صانعو السياسات وتطوير تنفيذ البرامج الحكومية إلى أولويات مختلفة عن أصحاب المشاريع المجتمعية، ما يؤدي إلى بطء النمو والتوسع في المبادرات المجتمعية.
نظرًا إلى أن ريادة الأعمال المجتمعية بدأت تكتسب زخماً فقط في العقد الأول من القرن الحادي والعشرين، يشجع رواد الأعمال المجتمعيون الحاليون المدافعين والناشطين الاجتماعيين على التطور ليصبحوا رواد أعمال مجتمعيين ابتكاريين. يمكن أن تؤدي زيادة نطاق ومجال ريادة الأعمال المجتمعية إلى زيادة احتمالية وجود مبادرة فعالة ومستدامة وذات كفاءة؛ رغم أن هذه الزيادة قد تعجل تنظيم المشاريع المجتمعية الأكثر صعوبة. تلفت المشاركة المتزايدة مزيدًا من الانتباه إلى مشروعات ريادة الأعمال المجتمعية من قبل صانعي السياسات والشركات المملوكة من قبل القطاع الخاص. يمكن أن تساعد المشاركة المتزايدة من الشركات والحكومات على تعزيز ريادة الأعمال المجتمعية، إذ يمكنها أن تؤدي إلى تغييرات في السياسة وتطوير برامج التدريب وبرامج تطوير القيادة لرواد الأعمال المجتمعيين. في نفس الوقت، تُظهر الأبحاث أنه مع محاولة توسيع رجال الأعمال المجتمعيين لتأثيرهم ونطاق جهودهم، ستلعب المؤسسات الخارجية دورًا رئيسيًا في نجاحهم.